# Suspicion
För Alfred Hitchcock-filmen med originaltiteln Suspicion, se Illdåd planeras?
Suspicion är en låt skriven av Doc Pomus och Mort Shuman. Låten spelades först in av Elvis Presley 1962 på studioalbumet Pot Luck with Elvis och förblev då ett albumspår. Två år senare utgavs den som singel av Terry Stafford, vars röst var väldigt lik Presleys, och låten kom att bli en nationell hit i USA. Presleys egen version gavs då ut i USA med "Kiss Me Quick" som b-sida, men hans version tog sig inte in på Billboard Hot 100 då deejays föredrog "Kiss Me Quick". I Norge och Sverige blev låten populär i både Staffords och Presleys versioner, men bäst gick Terry Staffords inspelning.

## Listplaceringar, Terry Stafford
| Lista (1964)   | Position              |
| -------------- | --------------------- |
| Danmark        | 18 (DR "Top 20")      |
| Norge          | 5 (VG-lista)          |
| Nya Zeeland    | 3 (Lever Hit Parade)  |
| Storbritannien | 31                    |
| Sverige        | 1 (Kvällstoppen)      |
| Sverige        | 1 (Tio i topp)        |
| USA            | 3 (Billboard Hot 100) |
| Västtyskland   | 30                    |

## Listplaceringar, Elvis Presley
| Lista (1964)  | Position         |
| ------------- | ---------------- |
| Danmark       | 3 (DR "Top 20")  |
| Finland       | 10               |
| Nederländerna | 9                |
| Norge         | 9 (VG-lista)     |
| Sverige       | 8 (Kvällstoppen) |
| Sverige       | 10 (Tio i topp)  |